# Balša Koprivica
Balša Koprivica (in serbo Балша Копривица?; Belgrado, 1º maggio 2000) è un cestista serbo.

## Biografia
È il figlio dell'ex cestista jugoslavo Slaviša Koprivica.

## Carriera
È stato selezionato dagli Charlotte Hornets al secondo giro del Draft NBA 2021 (57ª scelta assoluta).

## Palmarès
- Campionato serbo: 1

Partizan: 2024-25
- Lega Adriatica: 2

Partizan Belgrado: 2022-23, 2024-25